# Hag

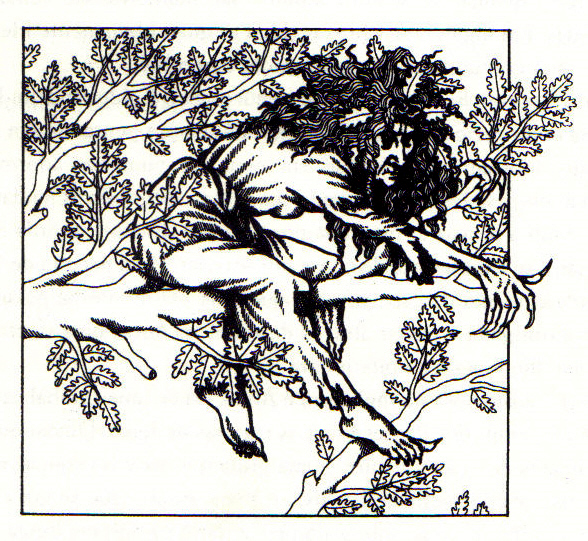
Hag Annis Preta, por Yvonne Gilbert.

Uma Hag (originalmente significando sagrada), ou crone (coroada) é uma mulher anciã, podendo ser também traduzida como bruxa (que quer dizer uma mulher sábia ou versada em magia) é um tipo de fada idosa ou até mesmo divindade selvagem. Associada a seu carácter sobrenatural ou sagrado, está a característica de viver em florestas escuras e isoladas. Diz-se que as hags se caracterizam por serem assustadoras pelo seu aspecto, mas também pelo seu poder, e por se alimentarem de carne, muitas vezes humana, o que é uma metáfora para o poder de transformar a vida das pessoas, simbolicamente matando-as ou comendo-as para que renasçam para uma nova vida, percepção ou realidade. Podem ser traduzidas também de diferentes maneiras a depender do papel que executam na lenda. 
Em tempos antigos, as crones, hags e witches eram frequentemente sábias, parteiras, líderes e curandeiras das comunidades onde viviam, e eram reverenciadas pela sua sabedoria e conhecimento. À medida que a história evoluiu e a sociedade patriarcal se implementou(sobretudo na era da caça às bruxas), as definições de crone(a coroca/coroada), hag(a estriga/sagrada) e witch(a bruxa/sábia) foram distorcidas e elas passaram a ser vistas como monstros .

## Distinção
As palavras Hag e Witch se referem a dois seres diferentes em inglês e podem ser traduzidas ambas como Bruxa ou cada uma de uma forma, situação que causa discordância e confusão na fala e na escrita.
Hag(melhor traduzida como estriga/megera/bruaca): inumana, selvagem e habitante de florestas e bosques; não sabe magias complexas e é antropofágica.
Witch(pode ser traduzida como feiticeira/encantadora/bruxa): humana e capaz de utilizar varinha mágica e caldeirões para praticar magia, e poder lançar feitiços. Vive em cidades, aldeias ou casebres isolados, sendo somente uma pessoa sábia que conhece e pratica magia.

## Hagsfamosas
Na Inglaterra Annis Preta é a hag mais famosa. Pelo que dizem, ela habita os morros de Leicestershire, numa gruta que escavou com as próprias unhas de ferro na rocha. Na frente da gruta está um carvalho grande e velho, no qual ela sobe para vigiar o campo em busca de uma presa- que por sinal é uma criança.
Há também várias hags aquáticas espalhadas por toda a Grã-Bretanha, como o espírito Jenny Greenteeth habitante das águas do rio Tweed, na Escócia e Peg Powler, que se oculta nas águas do Rio Tees.
Na mitologia eslava há também uma bruxa, a Baba Yaga, presente em várias histórias. Ela habita em uma casa com pata(s) de galinha no meio de uma floresta. Baba Yaga viajava pela floresta pilotando pilão e escondendo os rastros com uma vassoura. Apesar de ser vista como um ser singular, nalguns contos ela é uma de três irmãs que ajudam o herói ou a heroína na sua busca aventurosa, dando conselhos ou oferecendo presentes.
A antiga hag e deusa celta Cailleach tem a aparência de uma hag, e os especialistas dizem que era apresentada como sendo uma anciã. Cailleach, ou Cale como conhecida em Portugal, era uma divindade associada às tempestades e aos poderes elementais da Natureza e à sua força tanto criadora como destruidora.
A bruxa é uma mulher normalmente vista como velha, enrugada e sábia, ou jovem, charmosa e ingênua/traiçoeira ou ainda uma espécie de fada ou deusa com a aparência de uma mulher. A sua imagem é frequentemente distorcida e apresentada como assustadora, e encontrada em folclore e contos infantis, como João e Maria. 
Hags são muitas vezes vistos como malévolas na cultura ocidental, mas também pode ser uma das formas escolhidas de divindades polimórficas, como o Morrígan ou Badb, que são vistas como nem totalmente benéfica nem maléfica.

## Neurobiologia
Diz a lenda que a Hag(ou, no Brasil, a Pisadeira ou a Kerepiiua) gosta de sentar-se em pessoas adormecidas, provocando à vítima pesadelos ou até sufocamentos. Quando a pessoa acordar, se acordar, se sentirá exausta. A expressão Old Hag em inglês indica essa experiência. Na verdade, é um distúrbio chamado paralisia do sono, do qual se acreditava que fadas e bruxas eram culpadas.

## Contos e Jogos
No jogo Dungeons and Dragons, hags são uma raça de criaturas femininas, equivalente aos ogros. Há vários tipos, as annis, as verdes, as marinhas. Todas de tendência maligna, mas não muito poderosas.
Outra menção está em Tomb Raider: Chronicles, o qual Lara Croft precisa prender uma Sea Hag na fase Old Mill.
Foram também mencionadas na série de livros de Harry Potter, mas sem detalhes, onde são vistas no Caldeirão Furado e na vila de Hogsmead e foram traduzidas como "bruxas malvadas"(em contrapartida com os bruxos das trevas e os bruxos comuns, que protagonizam a história) e feiticeiras respectivamente. Entretanto são descritas como criaturas mágicas femininas e antropófagas no livro "Animais Fantásticos e Onde Habitam", que se passa no mesmo universo, onde foram traduzidas como "megeras".
Em Popeye, é sempre citada uma personagem chamada de Bruxa do Mar(Sea Hag).

## Mais leituras
- Sagan, Carl (1997) The Demon-Haunted World: Science as a Candle in the Dark.
- Kettlewell, N; Lipscomb, S; Evans, E. (1993) Differences in neuropsychological correlates between normals and those experiencing "Old Hag Attacks". Percept Mot Skills 1993 Jun;76 (3 Pt 1):839-45; discussion 846. PMID 8321596
- Nocturnal Assaults: Aliens in the Dark: Alien abductions and Old Hags - things that go bump in the night. Skeptoid: Critical Analysis of Pop Phenomena November 21, 2006